# Минское (Калининградская область)
Минское — посёлок в Озёрском муниципальном округе Калининградской области.

## География
Находится в южной части Калининградской области, в зоне хвойно-широколиственных лесов, в пределах Виштынецкой возвышенности, на левом берегу реки Анграпы, на расстоянии примерно 1 километра (по прямой) к юго-западу от города Озёрска, административного центра района. Абсолютная высота — 76 метров над уровнем моря.

### Климат
Климат характеризуется как переходный от морского к умеренно континентальному. Среднегодовая температура воздуха — 7,7 °C. Средняя температура воздуха самого холодного месяца (января) — −2,9 °C (абсолютный минимум — −35 °C); самого тёплого месяца (июля) — 18,7 °C (абсолютный максимум — 36 °C). Годовое количество атмосферных осадков — 775 мм, из которых большая часть выпадает в тёплый период.

### Часовой пояс
Посёлок Минское как и вся Калининградская область, находится в часовой зоне МСК−1. Смещение применяемого времени относительно UTC составляет +2:00.

## История
После Второй мировой войны в 1947 году наименование Минское получила часть восточнопрусского селения Клайн-Пелледауен (в 1938—1947 годах — Кройцштайн), расположенная на левом берегу реки Анграпа. Минское вошло в состав Отрадновского сельского совета Озёрского района. Позже к Минскому был отнесено бывшее селение Науйокен (в 1938—1947 годах — Клайнауэрсфлус), расположенное на автодороге Озёрск — Вольное. С 1963 года посёлок в составе Львовского сельсовета.
В период с 2008 по 2014 годы Минское входило в состав Красноярского сельского поселения Озёрского района, с 2014 по 2022 годы — в состав Озёрского городского округа.
В настоящее время посёлок Минское состоит лишь из той части, которая являлась деревней Науйокен.

## Население
| 2002 | 2010 |
| ---- | ---- |
| 11   | ↘8   |

### Национальный состав
Согласно результатам переписи 2002 года, в национальной структуре населения русские составляли 82 %.